# Richard Zimmermann (Politiker)

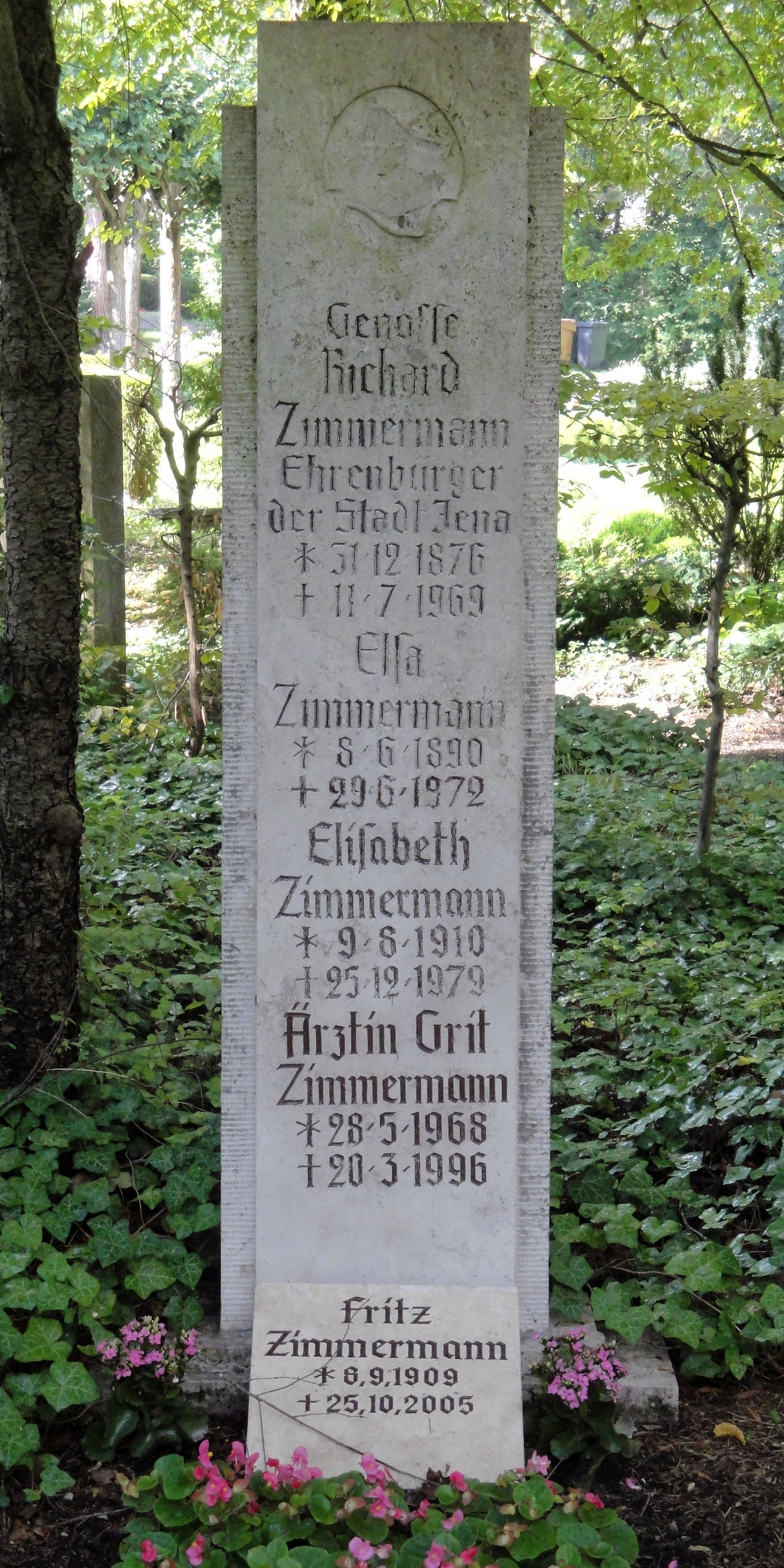
Grab von Richard Zimmermann auf dem Nordfriedhof in Jena

Emil Richard Zimmermann (* 31. Dezember 1876 in Dresden; † 11. Juli 1969 in Jena) war ein deutscher Politiker (SPD/USPD/KPD/SED).

## Leben
Zimmermann entstammte einer Dresdner Arbeiterfamilie. Sein Vater war Zigarrensortierer. Nach dem Besuch der Volksschule erlernte er den Beruf des Maschinenbauers. 1899 trat er in die SPD ein. 1909 arbeitete er bei der Jenaer Firma Carl Zeiss AG.
1917 gründete er in Jena die Unabhängige Sozialdemokratische Partei Deutschlands (USPD) und war deren erster Vorsitzender. 1918 wurde er zum Heeresdienst eingezogen und nahm am Ersten Weltkrieg teil. Er wurde Mitglied des Arbeiter- und Soldatenrates von Jena. 1919 gründete er zusammen mit Emil Höllein die „Neue Zeitung“. 1920 trat er über zur Kommunistischen Partei Deutschlands (KPD), die mit seiner Hilfe in den Besitz der Neuen Zeitung kam. Ab 1921 war er deren Redakteur und Geschäftsführer, daneben fungierte er als Betriebsratsmitglied bei Zeiss.
Von 1921 bis 1933 war er Mitglied des Thüringer Landtags. In den parteiinternen Auseinandersetzungen 1928/29 war er der einzige Thüringer Abgeordnete, der die moskautreue ZK-Linie unterstützte, bis sich ihm als zweiter Richard Eyermann anschloss.
Nach der Machtübertragung an die NSDAP war er von August 1933 bis August 1934 in Haft, danach arbeitete er wieder als Dreher. Ab 22. August 1944 war er im KZ Buchenwald interniert. In dieser Zeit gehörte er zur illegalen Thüringer KPD-Bezirksleitung.
Nach dem Ende des Zweiten Weltkrieges beteiligte er sich am Wiederaufbau der Jenaer KPD-Ortsgruppe und war bis 1952 Mitglied der SED-Kreisleitung Jena. 1952 wurde er trotz seines Protestes zur Arbeit ins Stadtarchiv abgeschoben. Später arbeitete er als freier Universitätsmitarbeiter an der Dokumentation der Geschichte der Jenaer Arbeiterbewegung.
Eine Straße in Jena-Lobeda (Ost) ist nach ihm benannt.